# Risto-Veikko Luukkonen
Risto-Veikko Luukkonen (né le 25 juin 1902 à Mikkeli - mort le 7 septembre 1972 à Helsinki) est un architecte finlandais.

## Biographie
En 1925, Risto-Veikko Luukkonen reçoit son diplôme d'architecte de l'Université technologique d'Helsinki. 
Il fait des voyages d'étude en Scandinavie, Europe centrale, URSS et aux États-Unis.
De 1925 à 1935, il travaille au bureau de la construction de la ville d'Helsinki.
Puis il fonde son cabinet d'architecte avec Aarne Hytönen et y travaille de 1937 à 1959.
En 1959, il fonde son propre cabinet d’architecte.

## Ouvrages
Il est connu pour sa conception avec Aarne Hytönen du Gymnase de Töölö et du Terminal Olympia  qui sont tous deux cités par Docomomo International comme exemples d'architecture moderne en Finlande,,.
ses ouvrages
- Palais des concerts de Turku (1952)
- Immeuble de la Suomen Yhdyspankki, 14, rue Siltasaarenkatu, Hakaniemi (1960)[5],[6]

Ouvrages conçus avec Aarne Hytönen
- Gymnase de Töölö, Helsinki (1935)
- Pavillon de la Finlande pour l'Exposition universelle de Bruxelles (1935)
- Bâtiment de bureaux de la société Suomi, Helsinki (1938)
- Terminal Olympia , Helsinki (1953)
- Mairie de Valkeakoski (1955)

Ouvrages conçus avec Helmer Stenros
- Théâtre municipal de Turku  (1962)
- Théâtre municipal de Kuopio (1963)
- Bâtiment administratif du gouvernement, Turku (1967)

## Galerie

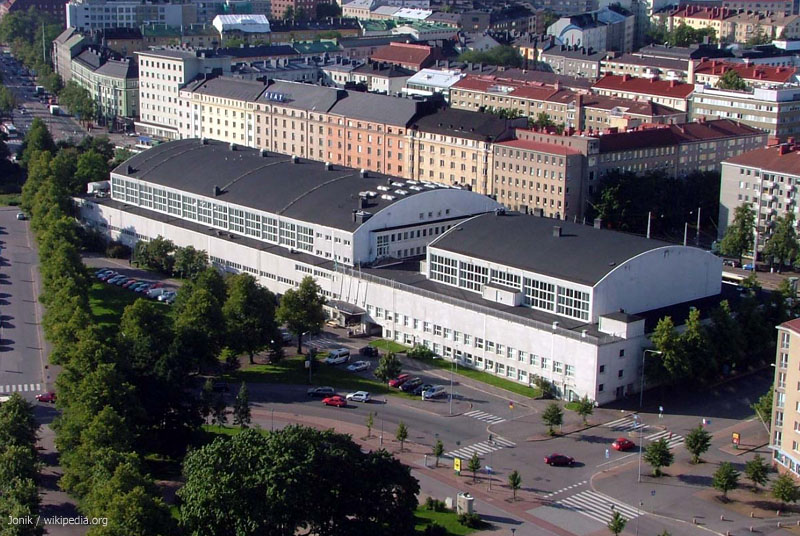
Gymnase de Töölö
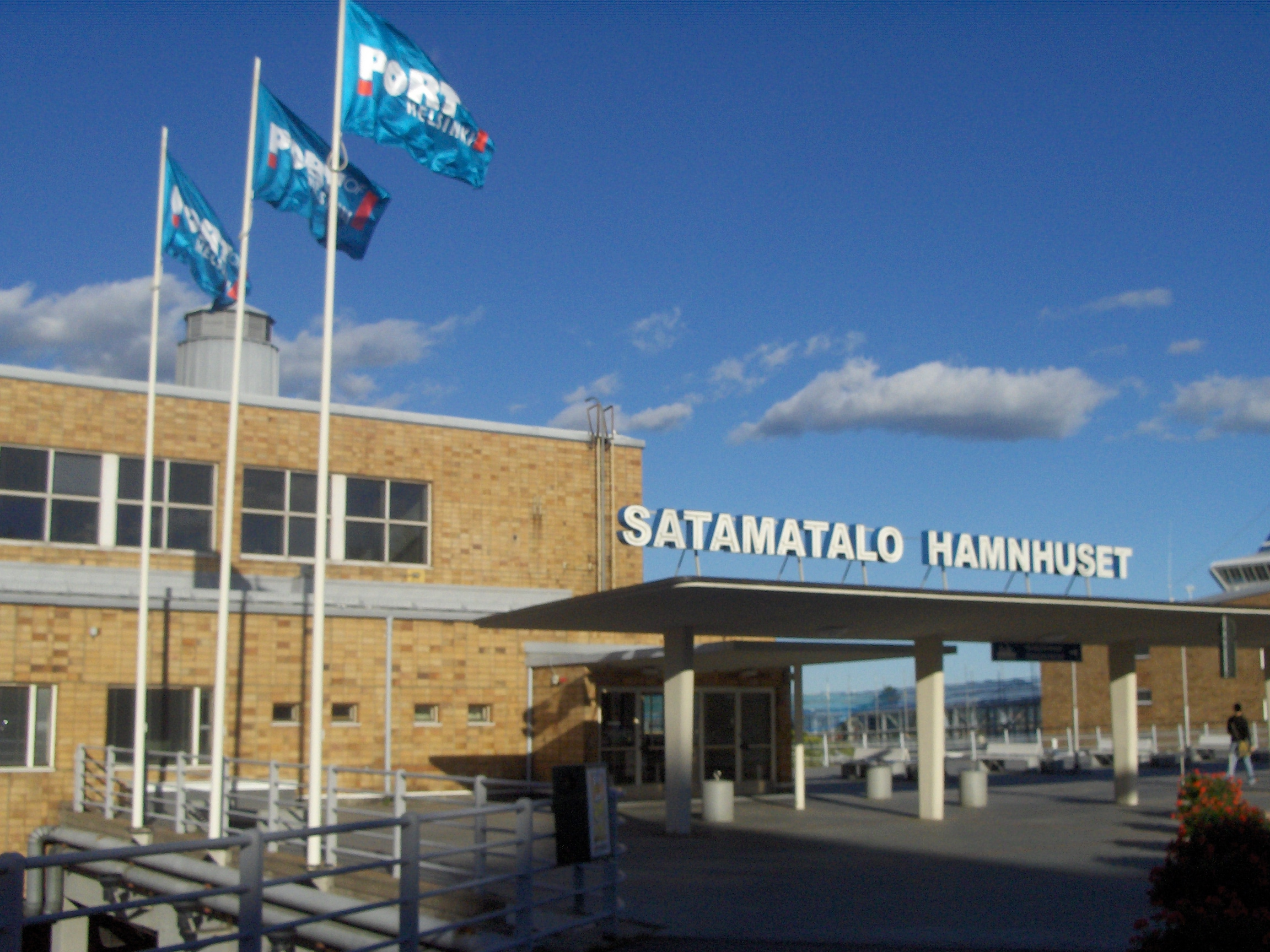
Terminal Olympia
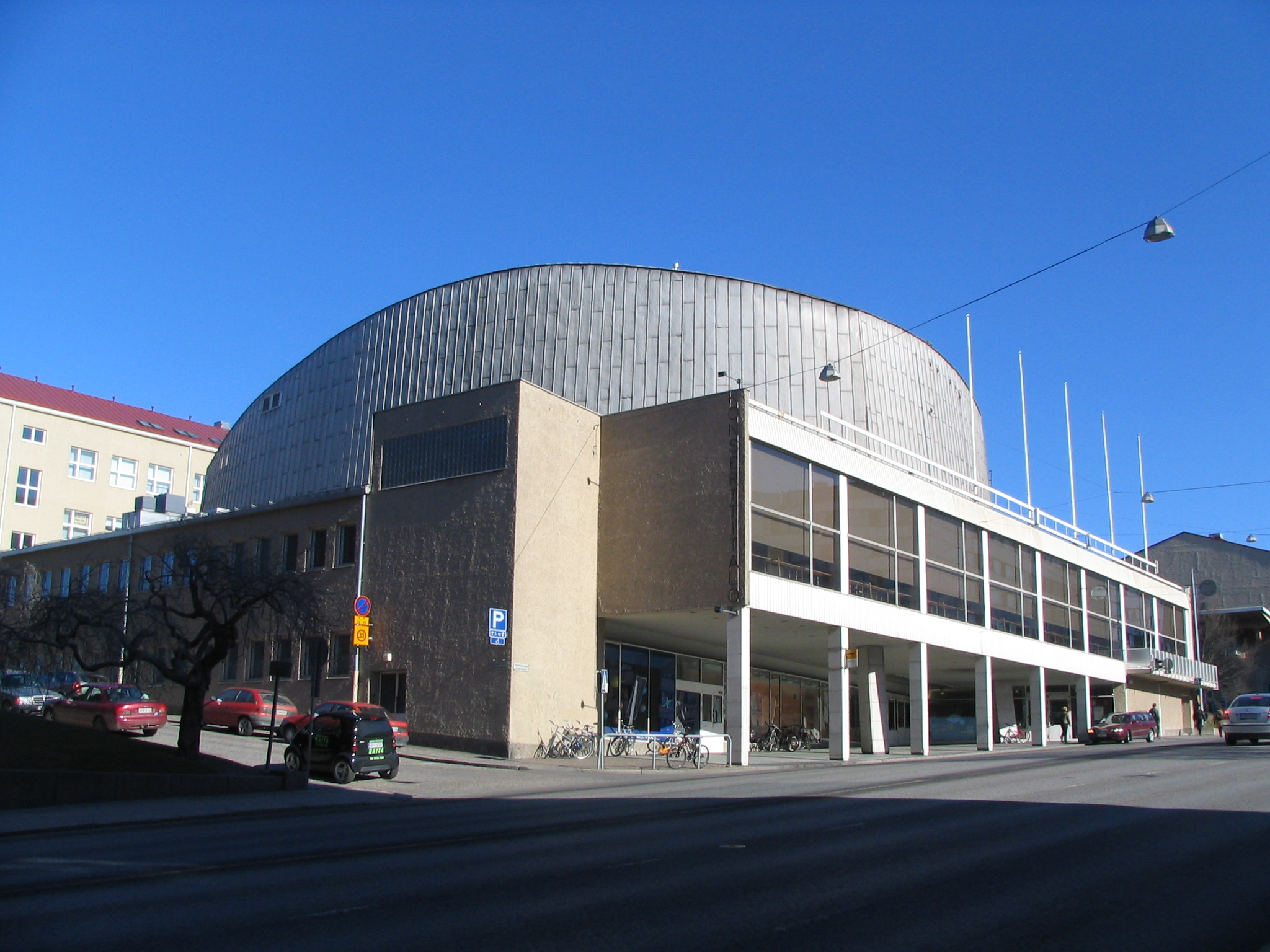
Palais des concerts de Turku
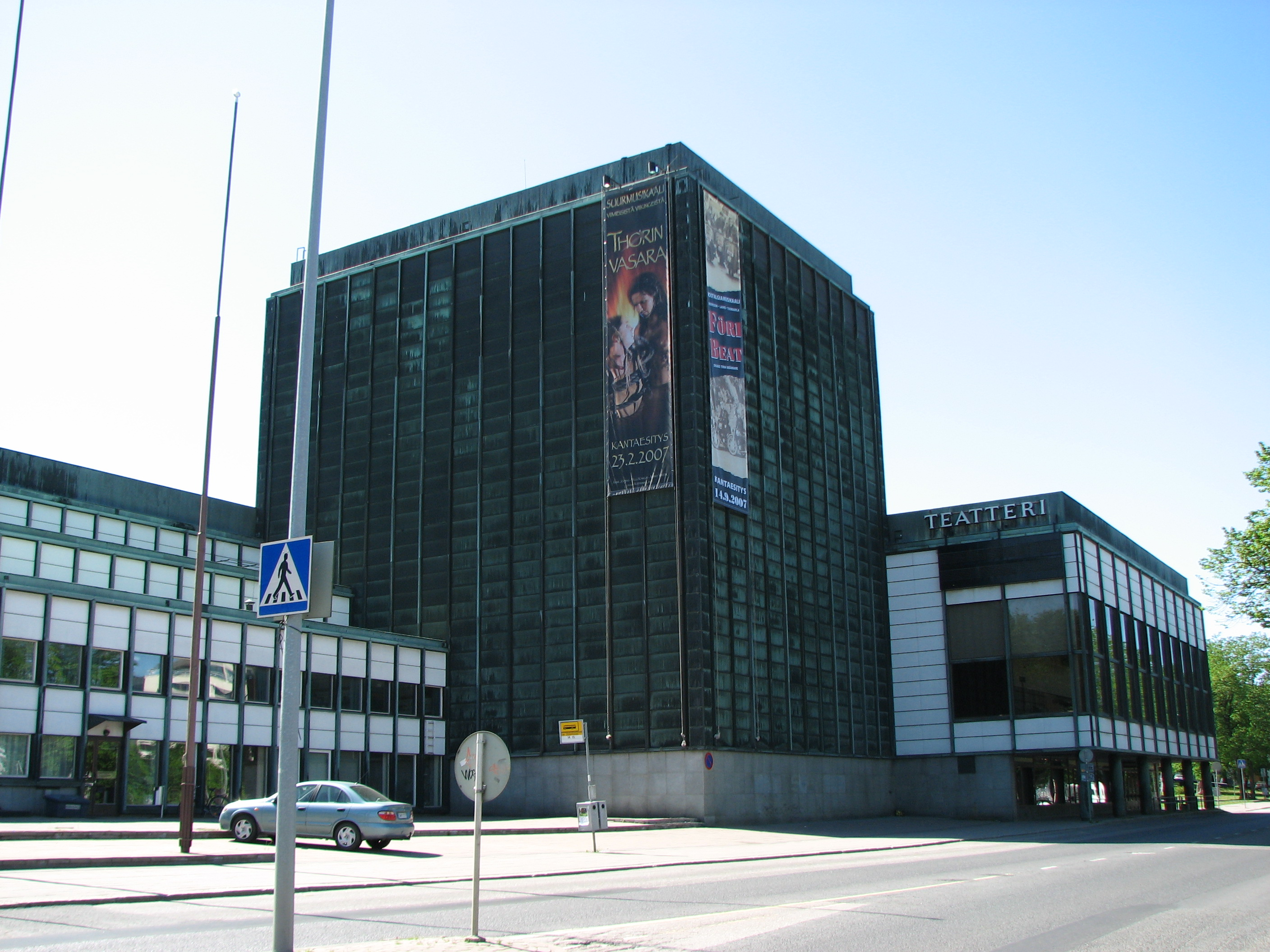
Théâtre municipal de Turku
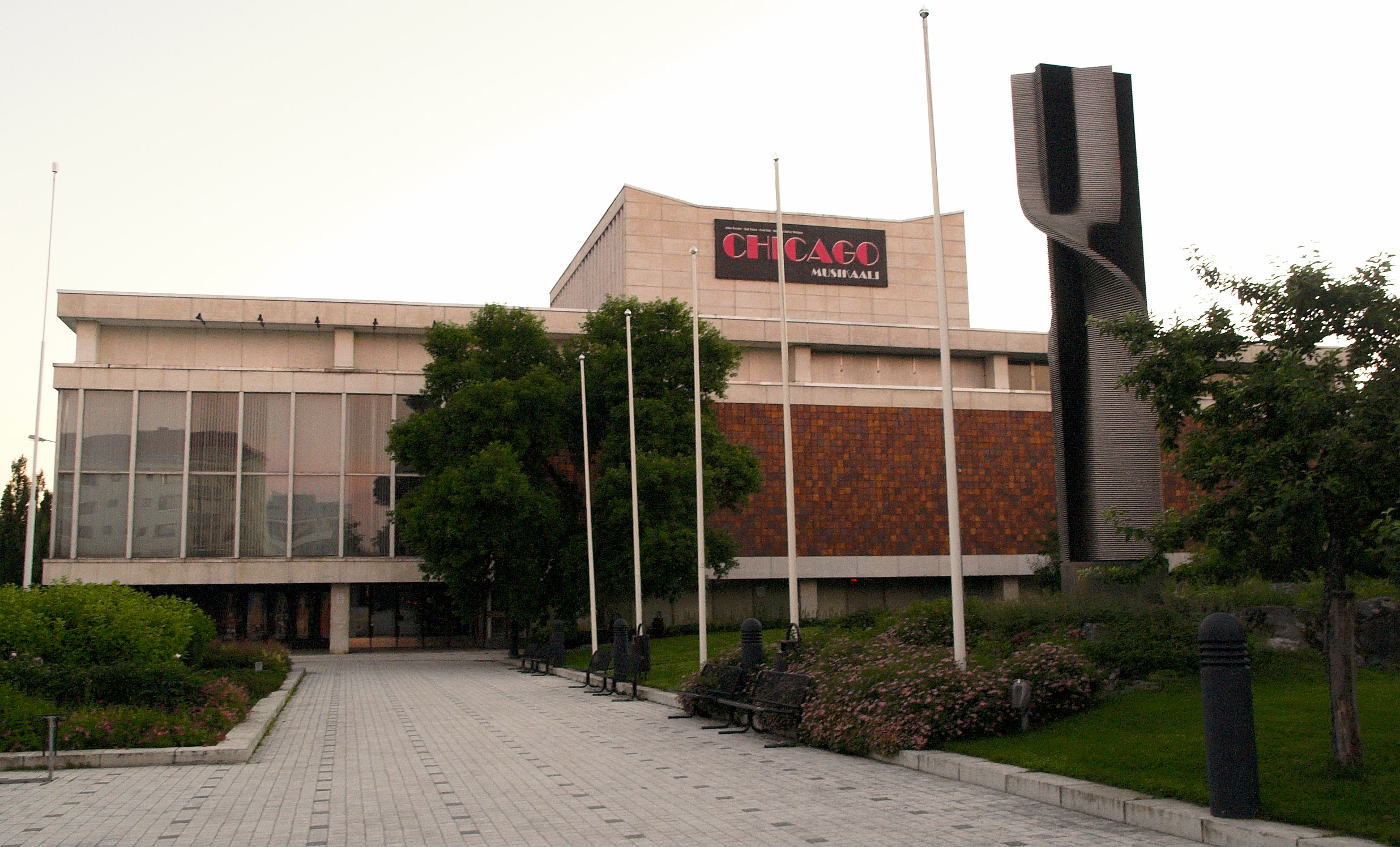
Théâtre municipal de Kuopio
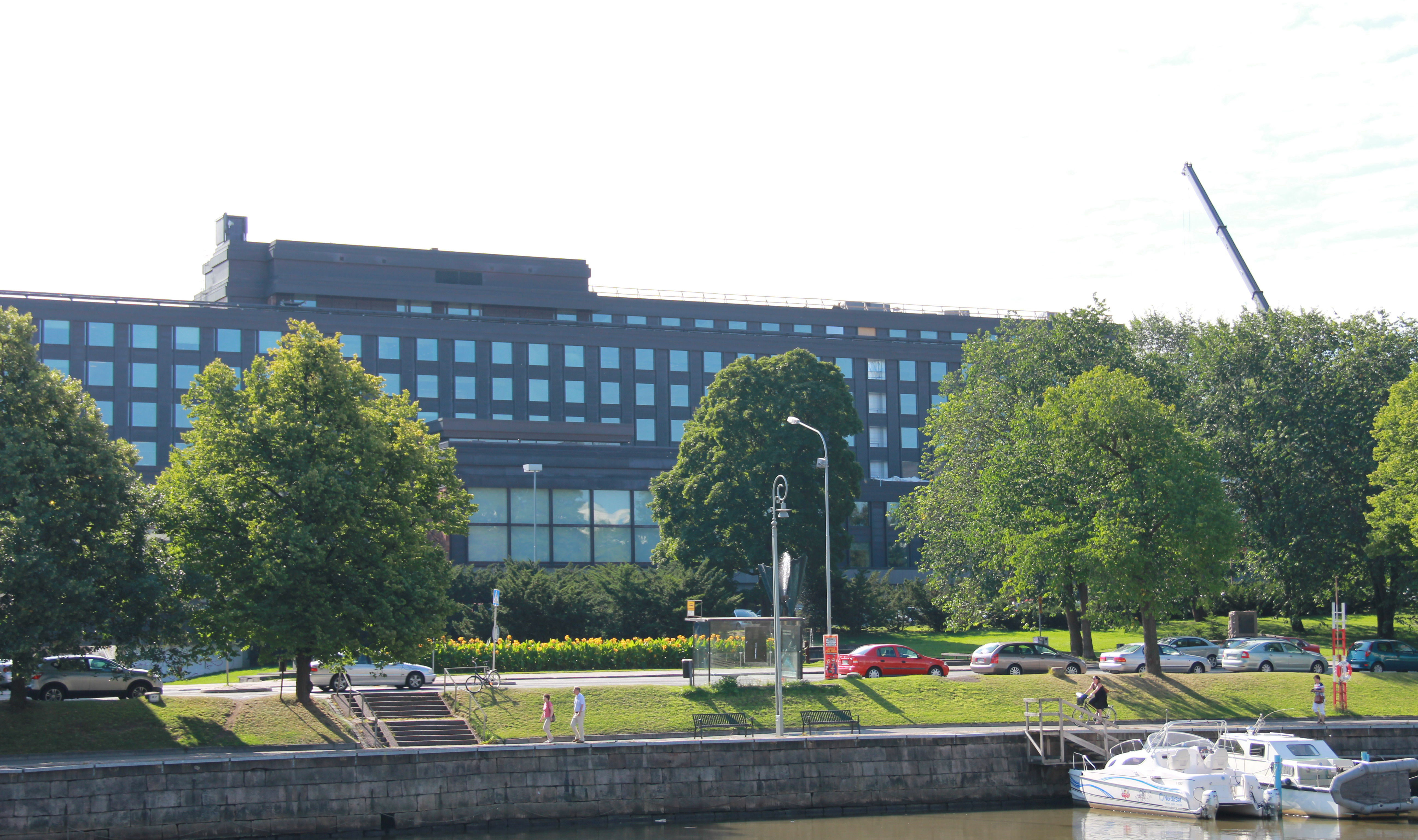
Immeuble de bureaux, Turku